# Epipremnum ceramense
Epipremnum ceramense — квіткова рослина, що належить до роду Epipremnum і родини Araceae.
Цей тип деревної ліани є ендемічним у тропічних лісах Малукських островів.
Це ліана, що росте переважно у вологому тропічному біомі.